# Paul Garcet
 (novembre 2016).
Si vous disposez d'ouvrages ou d'articles de référence ou si vous connaissez des sites web de qualité traitant du thème abordé ici, merci de compléter l'article en donnant les références utiles à sa vérifiabilité et en les liant à la section « Notes et références ».
Paul Garcet, né le 6 janvier 1901 à Koekelberg en Belgique et mort le 23 janvier 1945 à Dachau, a fondé, notamment avec l’abbé Joseph Cardijn, la Jeunesse ouvrière chrétienne (JOC) en 1925, une association qui œuvre à l’insertion des jeunes ouvriers dans la société

## Parcours
Il a fait l’essentiel de sa carrière dans le Mouvement ouvrier chrétien, fondateur avec Joseph Cardijn et Fernand Tonnet de la JOC, où il s’est occupé pendant longtemps d’orientation professionnelle de jeunes avant de devenir, en 1935, le directeur administratif du journal La Cité nouvelle. Il est mort en captivité à Dachau le 23 janvier 1945. 

## Hommage
En souvenir de son illustre conseiller communal catholique, la commune de Jette lui a dédié un petit parc urbain situé au centre de son noyau commercial, le parc Paul Garcet.